# 김정민 (1972년)
김정민(1972년 7월 5일 ~ )은 대한민국의 영화 감독이다.

## 학력
- 중앙대학교 영화학과 학사

## 참여작

### 감독
- 《당신이 잠든 사이에》 (2008년)
- 《어느날 갑자기 네번째 이야기 - 죽음의 숲》 (2006년)
- 《어느날 갑자기》 (2006년)

### 조감독
- 《튜브》 (2003년)
- 《크리스마스에 눈이 내리면》 (1998)